# Moreno Mannini
Moreno Mannini (Ímola, 15 de agosto de 1962) é um ex-futebolista italiano, que atuava como lateral-direito.
Jogou a maior parte de sua carreira na Sampdoria, sendo um dos principais nomes da era de ouro do clube de Gênova, entre 1984 e a primeira metade da década de 1990.

## Carreira nos clubes
Nascido em Ímola, Mannini estreou no futebol atuando pelo Imolese, clube de sua cidade natal, em 1980. Chegou a disputar a Serie D italiana por um ano antes de ser contratado pelo Forlì, então na terceira divisão nacional, em 1981. Ele ainda entrou em campo na Série B entre 1982 e 1984, atuando pelo Como - embora os biancoblù tivessem conseguido a promoção, o lateral-direito já havia saído da equipe, quando foi contratado pela Sampdoria.
Foi pelos blucerchiati que Mannini viveu sua melhor fase na carreira, embora na primeira temporada fosse atrapalhado por lesões. Seu primeiro título pelo clube genovês foi a Copa da Itália de 1984-85, que também o primeiro da história da agremiação. Desde então, foi titular absoluto na lateral-direita, e viu a Sampdoria emplacar outros 6 títulos (3 Copas nacionais, uma Recopa Europeia, uma Supercopa da Itália e o Campeonato Italiano de 1990-91). Nos últimos anos de sua passagem pela Samp, chegou a ser o capitão do time, porém divergências com o técnico Luciano Spalletti fizeram com que ele perdesse, além da braçadeira, a titularidade. Spalletti chegou a ser demitido e o inglês David Platt foi contratado para ser jogador e técnico, e não conseguiu êxito, fazendo com que a Sampdoria recontratasse o antigo treinador, que não evitou o rebaixamento dos blucerchiati. Foi a pá de cal para Mannini, que deixou a Sampdoria após 15 anos e 510 partidas (377 na Série A).

### Ida ao Nottingham Forest e aposentadoria
Em 1999, aos 36 anos, Mannini assinou com o Nottingham Forest, que disputaria a segunda divisão inglesa, a pedido de Platt, que novamente acumularia funções de técnico e jogador. Ele, que fez sua estreia contra o Ipswich Town disputou apenas 10 jogos pelo Forest antes de voltar ao Imolese em 2000, para encerrar a carreira. Após deixar os gramados, o lateral também se afastou do futebol, não chegando a trabalhar como técnico, dirigente ou comentarista.

## Carreira na seleção
Mannini disputou 10 partidas pela Seleção Italiana, a qual era convocado desde 1990. Sua estreia foi num amistoso contra San Marino, em fevereiro de 1992. Ele chegou a participar de jogos das eliminatórias europeias da Copa de 1994, porém a concorrência com Giuseppe Bergomi e Antonio Benarrivo atrapalhou o jogador, que não foi para o Mundial realizado nos Estados Unidos.

## Títulos
- Campeonato Italiano (1):
  - 1990–91
- Copa da Itália (4):
  - 1984–85, 1987–88, 1988–89, 1993–94
- Recopa Europeia (1):
  - 1989–90
- Supercopa da Itália (1):
  - 1991